# Nippon Keidanren
Nippon Keidanren (jap. 日本経団連) skrót od Nippon Keizai Dantai Rengōkai (jap. 日本経済団体連合会; dosł.: Japońska Federacja Organizacji Gospodarczych) – japońska organizacja gospodarcza, istniejąca od maja 2002 roku (pełna nazwa: Ippan Shadan Hōjin Nippon Keizai Dantai Rengōkai, nazwa oficjalna w języku angielskim: Keidanren lub Japan Business Federation).

## Opis
Keidanren jest federacją organizacji gospodarczych, zrzeszającą 1412 firm w Japonii, 109 ogólnokrajowych stowarzyszeń przemysłowych i 47 regionalnych organizacji gospodarczych (stan na dzień 1 kwietnia 2019 r.). Misją Federacji jest czerpanie z żywotności korporacji, osób prywatnych i społeczności lokalnych w celu wspierania działań korporacyjnych, które przyczyniają się do zrównoważonego rozwoju japońskiej gospodarki i poprawy jakości życia Japończyków.
W tym celu ustanawia konsensus w środowisku biznesowym w ważnych kwestiach krajowych i międzynarodowych, w celu ich stałego i szybkiego rozwiązywania. Komunikuje się z zainteresowanymi stronami, w tym z liderami: politycznymi, administratorami, związkami zawodowymi i obywatelami. Zachęca swoich członków do przestrzegania Karty Zachowania Korporacyjnego (Charter of Corporate Behavior) w celu stanowienia i utrzymania zaufania publicznego do społeczności biznesowej. Dąży również do rozwiązywania problemów międzynarodowych i rozwoju stosunków gospodarczych z różnymi krajami poprzez dialog polityczny z rządami i stowarzyszeniami gospodarczymi każdego kraju oraz z organizacjami międzynarodowymi.

## Historia
Federacja została założona w sierpniu 1946 roku w celu odbudowy i ożywienia japońskiej gospodarki. W kwietniu 1948 roku powstała Japońska Federacja Stowarzyszeń Pracodawców (Nikkeiren), której celem było ustanowienie odpowiednich relacji pomiędzy pracownikami a kadrą kierowniczą.
Obie organizacje przyczyniły się do rozwoju japońskiej i globalnej gospodarki poprzez utrzymanie i stymulowanie wolnego i otwartego modelu gospodarczego oraz podejmowanie wewnętrznych i zewnętrznych wyzwań, przed którymi stanęła społeczność biznesowa, takich jak: liberalizacja handlu, promocja wolnej konkurencji, promowanie środków służących rozwiązywaniu problemów energetycznych i środowiskowych, promowanie dyplomacji gospodarczej sektora prywatnego, negocjacje płacowe oraz ustanowienie stabilnych stosunków w zakresie zarządzania pracą.
W obliczu zmian społecznych (spadkowej tendencji liczby urodzeń, starzenia się społeczeństwa) oraz konieczności wprowadzenia reform systemu zabezpieczenia społecznego, rynku pracy i systemu edukacji, konieczne stało się zwiększenie konkurencyjności przedsiębiorstw. W związku z tym w 2002 roku Keidanren i Nikkeiren połączyły się, tworząc Japońską Federację Biznesu.